# Peropteryx trinitatis
Peropteryx trinitatis és una espècie de ratpenat de la família dels embal·lonúrids. Viu a altituds inferiors a 400 msnm a Aruba, el Brasil, la Guaiana Francesa, Grenada, Guyana, Trinitat i Tobago i Veneçuela. Els seus hàbitats naturals són les zones seques, les sabanes, les pastures, els aiguamolls, els boscos perennifolis i els jardins. Es desconeix si hi ha cap amenaça significativa per a la supervivència d'aquesta espècie. El seu nom específic, trinitatis, significa ‘de Trinitat’ en llatí.